# 糠秕毛风毛菊
糠秕毛风毛菊（学名：Saussurea paleacea）为菊科风毛菊属的植物，是中国的特有植物。分布在中国大陆的西藏等地，生长于海拔4,300米至4,400米的地区，见于高山草坡，目前尚未由人工引种栽培。